# Ђокица Милаковић
Ђорђе „Ђокица” Милаковић (Дарда, 16. септембар 1925 — Загреб, 12. новембар 2001) је био југословенски позоришни, филмски и телевизијски глумац. Био је стални члан ансамбла Београдске комедије и Савременог позоришта (данас Позориште на Теразијама) у Београду. Често је наступао у ТВ серијама и филмовима Радивоја Лоле Ђукића.

## Филмографија
Глумац | Селф | Хроника |
| Глумац | ▲ |
| ------ | - |

Дугометражни филм | ТВ филм | ТВ серија | ТВ мини серија
|                   | 1950 | 1960 | 1970 | 1980 | 1990 | Укупно |
| ----------------- | ---- | ---- | ---- | ---- | ---- | ------ |
| Дугометражни филм | 5    | 5    | 0    | 2    | 2    | 14     |
| ТВ филм           | 0    | 3    | 1    | 0    | 0    | 4      |
| ТВ серија         | 6    | 111  | 8    | 3    | 0    | 128    |
| ТВ мини серија    | 0    | 0    | 10   | 0    | 0    | 10     |
| Укупно            | 11   | 119  | 19   | 5    | 2    | 156    |
|           | Назив                        | Улога                           |
| --------- | ---------------------------- | ------------------------------- |
| 1952      | Цигули Мигули                | Поштар Мак (као Ђ Милаковић)    |
| 1953      | Сињи галеб                   | Лука                            |
| 1956      | Зле паре                     | Кум                             |
| 1958      | Те ноћи                      | Кафеџија Сима (као Ђ Милаковић) |
| 1958      | Госпођа министарка           | Човек који игра карте           |
| 1960-te ▲ |                              |                                 |
| 1961      | Нема малих богова            | Паја, благајник                 |
| 1961      | Срећа у торби                | Паја (као Ђ Милаковић)          |
| 1964      | На место, грађанине Покорни! | Медени (као Ђорђе Милаковић)    |
| 1967      | Златна праћка                | Дебели Сам                      |
| 1969      | Бог је умро узалуд           | Трпко                           |
| 1980-te ▲ |                              |                                 |
| 1982      | Савамала                     | /                               |
| 1983      | Човек са четири ноге         | Пера                            |
| 1990-te ▲ |                              |                                 |
| 1997      | Пушка за успављивање         | Генерал                         |
| 1999      | Маршал                       | Баре                            |
|           | Назив                        | Улога            |
| --------- | ---------------------------- | ---------------- |
| 1965      | Леђа Ивана Грозног           | /                |
| 1966      | Сервисна станица             | Паја             |
| 1967      | Лопови, таленти и обожаваоци | /                |
| 1970-te ▲ |                              |                  |
| 1976      | Невидљиви човек              | Спаса „Дигитрон” |
| Од | До | Назив | Улога |
| -- | -- | ----- | ----- |

| 1960-te ▲ | 1960-te ▲ | 1960-te ▲ | 1960-te ▲ |
| --------- | --------- | --------- | --------- |

| 1970-te ▲ | 1970-te ▲ | 1970-te ▲ | 1970-te ▲ |
| --------- | --------- | --------- | --------- |

| 1980-te ▲ | 1980-te ▲ | 1980-te ▲ | 1980-te ▲ |
| --------- | --------- | --------- | --------- |

| Од | До | Назив | Улога |
| -- | -- | ----- | ----- |

| Селф | ▲ |
| ---- | - |

ТВ документарни филм
|      | Назив                    | Улога |
| ---- | ------------------------ | ----- |
| 1966 | Лола Ђукић и Новак Новак | Лично |
| Хроника | ▲ |
| ------- | - |

ТВ мини документарна серија | ТВ документарни филм
|                             | 1980 | 1990 | 2000 | Укупно |
| --------------------------- | ---- | ---- | ---- | ------ |
| ТВ мини документарна серија | 1    | 0    | 0    | 1      |
| ТВ документарни филм        | 0    | 0    | 1    | 1      |
| Укупно                      | 1    | 0    | 1    | 2      |
| Од | До | Назив | Улога |
| -- | -- | ----- | ----- |

|      | Назив           | Улога |
| ---- | --------------- | ----- |
| 2003 | Сећање на Чкаљу | Лично |